# (92) Undina
(92) Undina ist ein Asteroid des äußeren Hauptgürtels, der am 7. Juli 1867 vom deutsch-US-amerikanischen Astronomen Christian Heinrich Friedrich Peters am Litchfield Observatory in New York entdeckt wurde.
Der Asteroid wurde benannt nach der Heldin des Romans „Undine“ aus dem frühen 19. Jahrhundert, geschrieben vom deutschen Romantiker Friedrich de La Motte Fouqué (1777–1843), der viele Ritterromane, Erzählungen und Theaterstücke auf der Grundlage der nordischen Mythologie schrieb. Undine gehört zu einer Gruppe weiblicher Wassergeister. Wenn eine Undine einen Sterblichen heiratete und ein Kind zur Welt brachte, erhielt sie eine Seele. Sollte sich ihr Geliebter jedoch als untreu erweisen, wäre sie gezwungen, ins Meer zurückzukehren. Der Entdecker erläuterte die Namensgebung: „Der Planet… hat den Namen Undina erhalten, welcher sich vielleicht nicht in den alten Classikern findet, aber jedenfalls klassisch richtig gebildet, und ausserdem durch die liebliche Dichtung von de la Motte Fouqué verherrlicht worden ist.“ Zwei romantische Opern von Albert Lortzing (1801–1851) und E. T. A. Hoffmann (1776–1822) basieren auf der Erzählung.

## Wissenschaftliche Auswertung
Aus Ergebnissen der IRAS Minor Planet Survey (IMPS) wurden 1992 Angaben zu Durchmesser und Albedo für zahlreiche Asteroiden abgeleitet, darunter auch (92) Undina, für die damals Werte von 126,4 km bzw. 0,25 erhalten wurden. Radarastronomische Messungen wurden durchgeführt vom 11. bis 14. November 2011 am Arecibo-Observatorium. Die Abschätzungen des Durchmessers führten zu einem effektiven Wert von etwa 123 ± 6 km bei einer optischen Albedo von 0,26. Die Radarechos wiesen auf einen hohen Metallgehalt an Eisen und Nickel hin. Eine Auswertung von Beobachtungen durch das Projekt NEOWISE im nahen Infrarot führte 2012 zu vorläufigen Werten für den Durchmesser und die Albedo im sichtbaren Bereich von 108,5 km bzw. 0,34.
(92) Undina war ursprünglich als Asteroid der Tholen-Spektralklasse X klassifiziert und später aufgrund der hohen Albedo als M-Typ eingestuft. Spektroskopische Untersuchungen mit der Infrared Telescope Facility (IRTF) am Mauna-Kea-Observatorium auf Hawaiʻi am 1. Oktober 1987 und am 15. August 1993 zeigten jedoch bestimmte Absorptionslinien von Wasser im Spektrum, die ungewöhnlich für metallische Asteroiden der Spektralklasse M sind, weshalb die Einstufung in eine neue Klasse W vorgeschlagen wurde. Neue spektroskopische Untersuchungen am 17. September 2005 an der IRTF im Infraroten und am 20. Januar 2007 mit dem New Technology Telescope (NTT) des La-Silla-Observatoriums in Chile im Visuellen bestätigten die Einstufung als M-Typ. Das Spektrum entsprach am besten einer Mischung aus Pallasit mit einem sehr geringen Anteil an Orthopyroxen.
Photometrische Beobachtungen von (92) Undina fanden erstmals statt am 15. September 1976 durch einen Amateurastronomen in Michigan. Aus den unsicheren Beobachtungsergebnissen konnte nur eine mögliche Periodizität von etwa 8 h vermutet werden. Eine weitere Beobachtung erfolgte vom 10. bis 16. Dezember 1977 am Observatoire de Haute-Provence in Frankreich. Aus der in vier Nächten aufgezeichneten Lichtkurve wurde für den Asteroiden allerdings eine doppelt so lange Rotationsperiode von 15,94 h abgeleitet. Eine neue Messung vom 2. bis 9. März 2007 am Palmer Divide Observatory/Space Science Institute in Colorado bestätigte diesen Wert mit 15,941 h, ebenso wie weitere Beobachtungen vom 14. bis 18. November 2011 am gleichen Ort mit 15,89 h.
Eine dritte Kampagne zur Beobachtung von (92) Undina an der Palmer Divide Station des Center for Solar System Studies vom 20. April bis 2. Mai 2014 führte dann zu einer gemessenen Rotationsperiode von 15,933 h. Ein Versuch, aus den Daten der drei Beobachtungskampagnen in Verbindung mit archivierten Daten des United States Naval Observatory in Arizona und der Catalina Sky Survey die Lage der Rotationsachse und ein Gestaltmodell des Asteroiden zu berechnen, führte zu Ergebnissen, die zwar als ein guter Anfang, aber nicht als endgültig beurteilt wurden. Angesichts der geringen Amplitude der Lichtkurve des Asteroiden könnte es vielleicht nicht möglich sein, viel bessere Ergebnisse zu erzielen.
Abschätzungen von Masse und Dichte für (92) Undina aufgrund von gravitativen Beeinflussungen auf Testkörper ergaben in einer Untersuchung von 2012 eine Masse von etwa 4,43·1018 kg, was mit einem angenommenen Durchmesser von etwa 124 km zu einer Dichte von 4,39 g/cm³ führte bei keiner Porosität. Diese Werte besitzen eine Unsicherheit im Bereich von ±9 %.